# Jens Kampmann
Jens Kampmann (* 30. März 1937 in Frederiksberg Kommune, Region Hovedstaden) ist ein ehemaliger dänischer Politiker der Socialdemokraterne, der mehrmals Minister war.

## Leben
Kampmann ist der Sohn von Viggo Kampmann, dem langjährigen Finanzminister und Vorsitzenden der Socialdemokraterne, der  zwischen 1960 und 1962 Ministerpräsident Dänemarks war. Er begann nach dem Schulbesuch 1955 ein Studium der Politikwissenschaften, das er 1962 abschloss. Bereits während seines Studiums begann er auch sein politisches Engagement im sozialdemokratischen Studentenverband Frit Forum. Unmittelbar danach wurde er zunächst Mitarbeiter im Unterrichtsministerium, ehe er 1964 ins Finanzministerium wechselte und dort bis 1971 tätig war.
Bei den Wahlen vom 22. November 1966 wurde Kampmann als Kandidat der Socialdemokraterne erstmals als Abgeordneter in das Folketing gewählt und vertrat in diesem bis zu seinem Rückzug aus der Politik 1978 den Wahlkreis Silkeborg. Während seiner Parlamentszugehörigkeit war er zwischen 1968 und 1970 Redakteur der Parteizeitung Verdens Gang sowie danach bis 1971 von Ny Politik.
Am 5. Oktober 1971 wurde Kampmann von Ministerpräsident Jens Otto Krag zum ersten Umweltminister Dänemarks (Miljøminister) berufen. Dieses Amt übte er bis zum 27. Oktober 1973 aus und wurde dann von Helge Nielsen abgelöst. Daneben berief ihn Krag am 11. Oktober 1971 auch zum Minister für öffentliche Arbeiten (Minister for offentlige Arbejder) in dessen Kabinett berufen und bekleidete diese Funktion auch unter Krags Nachfolger Anker Jørgensen bis zu seiner Ablösung durch Kresten Damsgaard am 19. Dezember 1973. Als Minister für öffentliche Arbeiten war er auch für Verkehr zuständig und setzte sich für eine Erweiterung des Flughafens Kopenhagen-Kastrup ein, als Umweltminister andererseits für den Schutz der benachbarten Insel Saltholm.
Am 26. Februar 1977 wurde er Nachfolger von Svend Jakobsen als Minister für Steuern und Abgaben (Skatte- og Afgiftsminister) in der Regierung von Anker Jørgensen und behielt dieses Amt bis zum 30. September 1978. Nachfolger wurde daraufhin Anders Andersen. Grund für seinen Rücktritt war das Scheitern einer umfassenden Steuerreform.
Im Anschluss war Kampmann bis 1999 Direktor des zum Umweltministerium gehörenden Umweltbüro (Miljøstyrelsen) und übergab dieses Amt dann an Steen Gade.